# دانیل خونس
دانیل خونس (انگلیسی: Daniel Goens؛ زادهٔ ۱۵ سپتامبر ۱۹۴۸) ورزشکار دوچرخه‌سواری پیست اهل بلژیک است.
وی در مسابقات کشوری و بین‌المللی در مجموع برندهٔ ۱ مدال نقره، ۲ مدال برنز شده‌است.